# Szlichtyngowa (gemeente)
De gemeente Szlichtyngowa is een stad- en landgemeente in het Poolse woiwodschap Lubusz, in powiat Wschowski.
De zetel van de gemeente is in Szlichtyngowa.
Op 30 juni 2004 telde de gemeente 5109 inwoners.

## Oppervlakte gegevens
In 2002 bedroeg de totale oppervlakte van gemeente Szlichtyngowa 99,74 km², waarvan:
- agrarisch gebied: 63%
- bossen: 28%

De gemeente beslaat 15,96% van de totale oppervlakte van de powiat.

## Demografie
Stand op 30 juni 2004:
| Omschrijving                   | Totaal | Totaal | Vrouwen | Vrouwen | Mannen | Mannen |
| ------------------------------ | ------ | ------ | ------- | ------- | ------ | ------ |
| eenheid                        | aantal | %      | aantal  | %       | aantal | %      |
| inwoners                       | 5109   | 100    | 2556    | 50      | 2553   | 50     |
| bevolkingsdichtheid (inw./km²) | 51,2   | 51,2   | 25,6    | 25,6    | 25,6   | 25,6   |

In 2002 bedroeg het gemiddelde inkomen per inwoner 1604,68 zł.

## Plaatsen
Dryżyna, Gola, Górczyna, Jędrzychowice, Kowalewo, Małe Drzewce, Nowe Drzewce, Puszcza, Stare Drzewce, Wyszanów, Zamysłów.

## Aangrenzende gemeenten
Głogów, Kotla, Niechlów, Pęcław, Sława, Wschowa